# RatDVD
ratDVD ist eine Freeware für Windows, die Video-DVDs vollständig oder teilweise in ein eigenes Containerformat kopiert, und dabei Video- sowie Tonspuren verlustbehaftet verkleinert. Die entstandene Containerdatei kann mit kompatiblen Mediaplayern abgespielt werden und verfügt -je nach Auswahl- über die gleiche Struktur (Menüs, Bonusmaterial, Untertitel etc.) wie die original DVDs.
Auch bietet das Programm die Möglichkeit, aus den Containern heraus wieder konventionelle Video-DVDs zu brennen. 1:1 Kopien können wegen der reduzierten Bild- und Tonqualität jedoch nicht erstellt werden.

## Überblick
Eine mit ratDVD erstellte Kopie ist nach Angaben der Programmierer üblicherweise zwischen 1 und 2 GByte groß. Soll nur der Hauptfilm kopiert werden, so ergeben sich Dateigrößen um die 750 MB. Wird auf maximale Platzersparnis Wert gelegt, so lassen sich 90-minütige Spielfilme auf 200 bis 300 MB reduzieren. Bild- und Tonqualität leiden entsprechend. Zur Komprimierung des Videomaterials wird ein eigenes Kompressionsformat, der XEB-Codec, verwendet.
Vorhandenes LPCM- und AC3-5.1-Material wird in AC3 Virtual Surround transkodiert. Audiospuren im DTS-Format mit den Voreinstellung automatisch entfernt.
Per CSS kopiergeschützte DVDs kann ratDVD selbst nicht verwenden.
Nach Informationen von Heise wurde ratDVD von den deutschen Kopierschutzspezialisten ACE GmbH zu fluxDVD erweitert und wird für das download- und brennbare DVD-Format von T-Online verwendet.

## Der XEB-Codec
Dieser Codec ist das Ergebnis eines experimentellen Projekts. Es wurde dabei kein Code von anderen Codecs wie z. B. Xvid oder x264 übernommen. Die Eigenschaften dieses Codecs sind:
- Blockbasiert (kein Wavelet-Verfahren).
- Dynamische GOP-Struktur (wobei P-Frames nur ein Referenz-Frame und B-Frames zwei Referenzen besitzen).
- GOPs sind signifikant länger als bei MPEG-2 und immer in sich abgeschlossen (closed GOP). Um Abweichungen (Drift) in langen GOPs zu verhindern, wird ein Intra-Refresh Algorithmus eingesetzt.
- Die Intra-Abschätzung ist besser als bei MPEG-2, aber nicht ganz so flexibel wie bei H.264. Für die Diskrete Kosinustransformation werden Ganzzahl(Integer)-Transformationen eingesetzt.
- Es wird ein blockbezogenes, lineares und adaptives Quantisiermodell eingesetzt. Dabei wird der Quantwert für jeden Makroblock durch ein psychovisuelles Modell bestimmt.
- Es existiert ein Weichzeichner, um Blockbildung zu mildern.
- Die Moduswahl (intra/Inter) ist Teil einer Lagrange-Optimierung, basierend auf einer statistischen Optimierung.
- Pro GOP können unterschiedliche interne Skalierungen in beide Richtungen verwendet werden. Es gibt einige Einschränkungen für den Codec, welche durch das Beibehalten der DVD-Navigation entstehen.
- Der Hauptvorteil dieses Codecs ist seine Fähigkeit, die komplette DVD-Navigation beizubehalten, um wieder vollständige DVDs erzeugen zu können.

## Kritik
ratDVD besitzt die Option, beide GPL-Module, mit denen es ausgeliefert wird, nicht zu installieren; das Abspielen von ratDVD-Dateien funktioniert dann aber nicht. ratDVD benutzt anscheinend libdvdnav zum Abspielen, das unter der GPL-Lizenz veröffentlicht wird. Die GPL besagt: Linking ABC statically or dynamically with other modules is making a combined work based on ABC. Thus, the terms and conditions of the GNU General Public License cover the whole combination. (Kurz: Wenn ein Programm A gegen das Modul B statisch oder dynamisch gelinkt ist, und Modul B unter der GPL steht, muss auch Programm A unter der GPL stehen). Der Quellcode von ratDVD wird aber von den Autoren geheim gehalten, was eine Verletzung der GPL darstellt.